# Diclidophlebia lucens
Diclidophlebia lucens är en insektsart som beskrevs av Burckhardt, Hanson och Madrigal 2005. Diclidophlebia lucens ingår i släktet Diclidophlebia och familjen rundbladloppor.
Artens utbredningsområde är Costa Rica. Inga underarter finns listade i Catalogue of Life.